# Eerste divisie 1990/91 (nacompetitie)/Wedstrijden
Het Nederlandse Eerste divisie voetbal uit het seizoen 1990/91 kende aan het einde van de reguliere competitie een nacompetitie. Alleen de kampioen van de Eerste divisie promoveerde rechtstreeks naar de Eredivisie. De zes periodekampioenen gingen verdeeld over twee poules strijden om promotie naar de Eredivisie. De twee poulewinnaars van de nacompetitie streden in een finale om het tweede promotieticket. De verliezend finalist kreeg een herkansing in een promotie-/degradatiewedstrijd tegen de nummer 16 van de eredivisie.
Winnaar van deze negentiende editie werd VVV.

## Speelronde 1

### Groep A
|                   |                       |       |           |                                                                              |
| 18 mei 1991 19:30 | NAC                   | 2 – 0 | FC Zwolle | Stadion: NAC-stadion, Breda Toeschouwers: 8.455 Scheidsrechter: Frans Houben |
| 18 mei 1991 19:30 | John Lammers 31', 81' |       |           | Stadion: NAC-stadion, Breda Toeschouwers: 8.455 Scheidsrechter: Frans Houben |
| 18 mei 1991 19:30 |                       |       |           | Stadion: NAC-stadion, Breda Toeschouwers: 8.455 Scheidsrechter: Frans Houben |
| 18 mei 1991 19:30 |                       |       |           | Stadion: NAC-stadion, Breda Toeschouwers: 8.455 Scheidsrechter: Frans Houben |
|                   |                       |       |           |                                                                              |

### Groep B
|                   |                  |       |                  |                                                                           |
| 18 mei 1991 19:30 | VVV              | 1 – 1 | Eindhoven        | Stadion: De Koel, Venlo Toeschouwers: 5.400 Scheidsrechter: Roelof Luinge |
| 18 mei 1991 19:30 | Jeroen Boere 39' |       | 47' John Willems | Stadion: De Koel, Venlo Toeschouwers: 5.400 Scheidsrechter: Roelof Luinge |
| 18 mei 1991 19:30 |                  |       |                  | Stadion: De Koel, Venlo Toeschouwers: 5.400 Scheidsrechter: Roelof Luinge |
| 18 mei 1991 19:30 |                  |       |                  | Stadion: De Koel, Venlo Toeschouwers: 5.400 Scheidsrechter: Roelof Luinge |
|                   |                  |       |                  |                                                                           |

## Speelronde 2

### Groep A
|                   |                   |       |                    |                                                                                    |
| 21 mei 1991 19:30 | AZ                | 1 – 1 | NAC                | Stadion: Alkmaarderhout, Alkmaar Toeschouwers: 8.109 Scheidsrechter: Hans Reygwart |
| 21 mei 1991 19:30 | Eric te Paske 45' |       | 68' Johan Gabriëls | Stadion: Alkmaarderhout, Alkmaar Toeschouwers: 8.109 Scheidsrechter: Hans Reygwart |
| 21 mei 1991 19:30 |                   |       |                    | Stadion: Alkmaarderhout, Alkmaar Toeschouwers: 8.109 Scheidsrechter: Hans Reygwart |
| 21 mei 1991 19:30 |                   |       |                    | Stadion: Alkmaarderhout, Alkmaar Toeschouwers: 8.109 Scheidsrechter: Hans Reygwart |
|                   |                   |       |                    |                                                                                    |

### Groep B
|                   |                                 |       |               |                                                                                        |
| 21 mei 1991 20:00 | Eindhoven                       | 2 – 0 | Dordrecht '90 | Stadion: Philips Stadion, Eindhoven Toeschouwers: 5.500 Scheidsrechter: Jaap Uilenberg |
| 21 mei 1991 20:00 | John Willems 6' Pascal Maas 58' |       |               | Stadion: Philips Stadion, Eindhoven Toeschouwers: 5.500 Scheidsrechter: Jaap Uilenberg |
| 21 mei 1991 20:00 |                                 |       |               | Stadion: Philips Stadion, Eindhoven Toeschouwers: 5.500 Scheidsrechter: Jaap Uilenberg |
| 21 mei 1991 20:00 |                                 |       |               | Stadion: Philips Stadion, Eindhoven Toeschouwers: 5.500 Scheidsrechter: Jaap Uilenberg |
|                   |                                 |       |               |                                                                                        |

## Speelronde 3

### Groep A
|                   |                                     |       |                                    |                                                                               |
| 24 mei 1991 19:30 | FC Zwolle                           | 2 – 2 | AZ                                 | Stadion: Oosterenk, Zwolle Toeschouwers: 3.000 Scheidsrechter: Jaap Uilenberg |
| 24 mei 1991 19:30 | Marco Roelofsen 4' Huub Loeffen 46' |       | 67' Jelle Visser 73' Gert-Jan Duif | Stadion: Oosterenk, Zwolle Toeschouwers: 3.000 Scheidsrechter: Jaap Uilenberg |
| 24 mei 1991 19:30 |                                     |       |                                    | Stadion: Oosterenk, Zwolle Toeschouwers: 3.000 Scheidsrechter: Jaap Uilenberg |
| 24 mei 1991 19:30 |                                     |       |                                    | Stadion: Oosterenk, Zwolle Toeschouwers: 3.000 Scheidsrechter: Jaap Uilenberg |
|                   |                                     |       |                                    |                                                                               |

### Groep B
|                   |                     |       |                   |                                                                                  |
| 25 mei 1991 19:30 | Dordrecht '90       | 1 – 1 | VVV               | Stadion: Krommedijk, Dordrecht Toeschouwers: 3.500 Scheidsrechter: Jef van Vliet |
| 25 mei 1991 19:30 | Michel Langerak 48' |       | 70' Maurice Graef | Stadion: Krommedijk, Dordrecht Toeschouwers: 3.500 Scheidsrechter: Jef van Vliet |
| 25 mei 1991 19:30 |                     |       |                   | Stadion: Krommedijk, Dordrecht Toeschouwers: 3.500 Scheidsrechter: Jef van Vliet |
| 25 mei 1991 19:30 |                     |       |                   | Stadion: Krommedijk, Dordrecht Toeschouwers: 3.500 Scheidsrechter: Jef van Vliet |
|                   |                     |       |                   |                                                                                  |

## Speelronde 4

### Groep A
|                   |                         |       |                                     |                                                                                         |
| 28 mei 1991 19:30 | AZ                      | 1 – 2 | FC Zwolle                           | Stadion: Alkmaarderhout, Alkmaar Toeschouwers: 6.242 Scheidsrechter: Mario van der Ende |
| 28 mei 1991 19:30 | Johan Hansma 15' (e.d.) |       | 9' Huub Loeffen 90' Marco Roelofsen | Stadion: Alkmaarderhout, Alkmaar Toeschouwers: 6.242 Scheidsrechter: Mario van der Ende |
| 28 mei 1991 19:30 |                         |       |                                     | Stadion: Alkmaarderhout, Alkmaar Toeschouwers: 6.242 Scheidsrechter: Mario van der Ende |
| 28 mei 1991 19:30 |                         |       |                                     | Stadion: Alkmaarderhout, Alkmaar Toeschouwers: 6.242 Scheidsrechter: Mario van der Ende |
|                   |                         |       |                                     |                                                                                         |

### Groep B
|                   |                                  |       |               |                                                                               |
| 28 mei 1991 19:30 | VVV                              | 2 – 0 | Dordrecht '90 | Stadion: De Koel, Venlo Toeschouwers: 5.300 Scheidsrechter: John Blankenstein |
| 28 mei 1991 19:30 | Jay Driessen 8' Jeroen Boere 71' |       |               | Stadion: De Koel, Venlo Toeschouwers: 5.300 Scheidsrechter: John Blankenstein |
| 28 mei 1991 19:30 |                                  |       |               | Stadion: De Koel, Venlo Toeschouwers: 5.300 Scheidsrechter: John Blankenstein |
| 28 mei 1991 19:30 |                                  |       |               | Stadion: De Koel, Venlo Toeschouwers: 5.300 Scheidsrechter: John Blankenstein |
|                   |                                  |       |               |                                                                               |

## Speelronde 5

### Groep A
|                   |                     |       |                  |                                                                            |
| 31 mei 1991 19:30 | FC Zwolle           | 1 – 1 | NAC              | Stadion: Oosterenk, Zwolle Toeschouwers: 8.500 Scheidsrechter: Cees Bakker |
| 31 mei 1991 19:30 | Marco Roelofsen 32' |       | 84' John Lammers | Stadion: Oosterenk, Zwolle Toeschouwers: 8.500 Scheidsrechter: Cees Bakker |
| 31 mei 1991 19:30 |                     |       |                  | Stadion: Oosterenk, Zwolle Toeschouwers: 8.500 Scheidsrechter: Cees Bakker |
| 31 mei 1991 19:30 |                     |       |                  | Stadion: Oosterenk, Zwolle Toeschouwers: 8.500 Scheidsrechter: Cees Bakker |
|                   |                     |       |                  |                                                                            |

### Groep B
|                   |                    |       |                                 |                                                                                       |
| 2 juni 1991 14:30 | Eindhoven          | 1 – 2 | VVV                             | Stadion: Philips Stadion, Eindhoven Toeschouwers: 11.200 Scheidsrechter: Frans Houben |
| 2 juni 1991 14:30 | Carlo de Leeuw 44' |       | 72' Jay Driessen 82' Jos Rutten | Stadion: Philips Stadion, Eindhoven Toeschouwers: 11.200 Scheidsrechter: Frans Houben |
| 2 juni 1991 14:30 |                    |       |                                 | Stadion: Philips Stadion, Eindhoven Toeschouwers: 11.200 Scheidsrechter: Frans Houben |
| 2 juni 1991 14:30 |                    |       |                                 | Stadion: Philips Stadion, Eindhoven Toeschouwers: 11.200 Scheidsrechter: Frans Houben |
|                   |                    |       |                                 |                                                                                       |

## Speelronde 6

### Groep A
|                   |                                               |       |               |                                                                                    |
| 4 juni 1991 19:30 | NAC                                           | 4 – 1 | AZ            | Stadion: NAC-stadion, Breda Toeschouwers: 10.893 Scheidsrechter: John Blankenstein |
| 4 juni 1991 19:30 | John Lammers 1', 54', 75' Ton Cornelissen 11' |       | 16' Ruud Kool | Stadion: NAC-stadion, Breda Toeschouwers: 10.893 Scheidsrechter: John Blankenstein |
| 4 juni 1991 19:30 |                                               |       |               | Stadion: NAC-stadion, Breda Toeschouwers: 10.893 Scheidsrechter: John Blankenstein |
| 4 juni 1991 19:30 |                                               |       |               | Stadion: NAC-stadion, Breda Toeschouwers: 10.893 Scheidsrechter: John Blankenstein |
|                   |                                               |       |               |                                                                                    |

### Groep B
|                   |                                             |       |                 |                                                                                    |
| 4 juni 1991 19:30 | Dordrecht '90                               | 3 – 1 | Eindhoven       | Stadion: Krommedijk, Dordrecht Toeschouwers: 425 Scheidsrechter: Jaap van der Niet |
| 4 juni 1991 19:30 | Erik Willaarts 39', 41' Gerrie Slagboom 45' |       | 78' Pascal Maas | Stadion: Krommedijk, Dordrecht Toeschouwers: 425 Scheidsrechter: Jaap van der Niet |
| 4 juni 1991 19:30 |                                             |       |                 | Stadion: Krommedijk, Dordrecht Toeschouwers: 425 Scheidsrechter: Jaap van der Niet |
| 4 juni 1991 19:30 |                                             |       |                 | Stadion: Krommedijk, Dordrecht Toeschouwers: 425 Scheidsrechter: Jaap van der Niet |
|                   |                                             |       |                 |                                                                                    |

## Finale
|                   |                  |       |     |                                                                          |
| 9 juni 1991 14:30 | VVV              | 1 – 0 | NAC | Stadion: De Koel, Venlo Toeschouwers: 11.700 Scheidsrechter: Cees Bakker |
| 9 juni 1991 14:30 | Jeroen Boere 82' |       |     | Stadion: De Koel, Venlo Toeschouwers: 11.700 Scheidsrechter: Cees Bakker |
| 9 juni 1991 14:30 |                  |       |     | Stadion: De Koel, Venlo Toeschouwers: 11.700 Scheidsrechter: Cees Bakker |
| 9 juni 1991 14:30 |                  |       |     | Stadion: De Koel, Venlo Toeschouwers: 11.700 Scheidsrechter: Cees Bakker |
|                   |                  |       |     |                                                                          |

|                    |                               |       |                  |                                                                                 |
| 12 juni 1991 19:30 | NAC                           | 2 – 1 | VVV              | Stadion: NAC-stadion, Breda Toeschouwers: 15.692 Scheidsrechter: Jaap Uilenberg |
| 12 juni 1991 19:30 | Ton Lokhoff 30' John Smit 59' |       | 75' Jay Driessen | Stadion: NAC-stadion, Breda Toeschouwers: 15.692 Scheidsrechter: Jaap Uilenberg |
| 12 juni 1991 19:30 |                               |       |                  | Stadion: NAC-stadion, Breda Toeschouwers: 15.692 Scheidsrechter: Jaap Uilenberg |
| 12 juni 1991 19:30 |                               |       |                  | Stadion: NAC-stadion, Breda Toeschouwers: 15.692 Scheidsrechter: Jaap Uilenberg |
|                    |                               |       |                  |                                                                                 |

## Promotie/degradatie wedstrijd
Wedstrijd tussen de nummer 16 van de eredivisie en de verliezend finalist van de nacompetitie.
|                    |                |       |                                        |                                                                                    |
| 19 juni 1991 19:30 | NAC            | 1 – 4 | SVV                                    | Stadion: NAC-stadion, Breda Toeschouwers: 11.314 Scheidsrechter: John Blankenstein |
| 19 juni 1991 19:30 | Ton Lokhoff 9' |       | 47', 53', 69' Dean Gorré 87' Piet Keur | Stadion: NAC-stadion, Breda Toeschouwers: 11.314 Scheidsrechter: John Blankenstein |
| 19 juni 1991 19:30 |                |       |                                        | Stadion: NAC-stadion, Breda Toeschouwers: 11.314 Scheidsrechter: John Blankenstein |
| 19 juni 1991 19:30 |                |       |                                        | Stadion: NAC-stadion, Breda Toeschouwers: 11.314 Scheidsrechter: John Blankenstein |
|                    |                |       |                                        |                                                                                    |

|                    |                |       |                    |                                                                                               |
| 22 juni 1991 16:00 | SVV            | 1 – 1 | NAC                | Stadion: Stadion Feijenoord, Rotterdam Toeschouwers: 1.700 Scheidsrechter: Mario van der Ende |
| 22 juni 1991 16:00 | Dean Gorré 45' |       | 49' Wanny van Gils | Stadion: Stadion Feijenoord, Rotterdam Toeschouwers: 1.700 Scheidsrechter: Mario van der Ende |
| 22 juni 1991 16:00 |                |       |                    | Stadion: Stadion Feijenoord, Rotterdam Toeschouwers: 1.700 Scheidsrechter: Mario van der Ende |
| 22 juni 1991 16:00 |                |       |                    | Stadion: Stadion Feijenoord, Rotterdam Toeschouwers: 1.700 Scheidsrechter: Mario van der Ende |
|                    |                |       |                    |                                                                                               |

AZ ·
BVV Den Bosch ·
SC Cambuur ·
Dordrecht '90 ·
Eindhoven ·
Emmen ·
Excelsior ·
Go Ahead Eagles ·
De Graafschap ·
Haarlem ·
Helmond Sport ·
Heracles '74 ·
NAC ·
RBC ·
Telstar ·
BV Veendam ·
VC Vlissingen ·
VVV ·
FC Wageningen ·
FC Zwolle
Eredivisie

1960 · 1975 · 1987 · 1988
Eerste divisie

1973 · 1974 · 1975 · 1976 · 1977 · 1978 · 1979 · 1980 · 1981 · 1982 · 1983 · 1984 · 1985 · 1986 · 1987 · 1988 · 1989 · 1990 · 1991 · 1992 · 1993 · 1994 · 1995 · 1996 · 1997 · 1998 · 1999 · 2000 · 2001 · 2002 · 2003 · 2004 · 2005

Vanaf 2006 staan alle competities op 1 pagina.

2006 · 2007 · 2008 · 2009 · 2010 · 2011 · 2012 · 2013 · 2014 · 2015 · 2016 · 2017 · 2018 · 2019 · 2020 · 2021 · 2022 · 2023 · 2024